# Trastorn de pànic
El trastorn de pànic i atac de pànic és un trastorn psicològic que consisteix en l'aparició d'extrema ansietat en trobar-se algú en llocs o situacions en què escapar pot resultar difícil i, en el cas d'aparèixer una crisi d'angoixa inesperada o més o menys relacionada amb una situació, o bé símptomes similars a l'angoixa, pot no disposar-se d'ajuda. Els temors agorafòbics solen estar relacionats amb un conjunt de situacions característiques, entre les quals s'inclou estar solament fora de casa, barrejar-se amb la gent o fer cua, passar per un pont o viatjar amb autobús, tren o automòbil.
Un atac de pànic pot ocórrer en qualsevol moment sense avís previ. Durant aquest, es produeixen símptomes físics molt intensos, diversos alhora o alguns seguits dels altres, entre els quals sol haver-hi alguns dels següents: taquicàrdia, vertigen, mareig, hiperventilació pulmonar, dificultat per a respirar, sensació de cames «toves», sensació d'estar a punt de caure, visió de petits punts lluminosos flotants, visió borrosa, sudoració freda, calfreds continus, fogots, opressió al pit, sensació que el cor «se surt» cap endavant, malestar al ventre o nàusees.
Durant el moment de l'atac de pànic les persones senten veritable por, encara que no la puguin associar a una causa aparent. És un moment molt desagradable i ocorre perquè el cos es prepara per a un moment de màxima atenció física (com córrer per a perseguir una presa, lluitar contra algú o fugir en una persecució) però, com aquesta no es produeix, la preparació que aquest ha fet (dilatació de pupil·les per a centrar-se millor en l'objectiu, hiperventilació i major circulació de la sang per a portar més oxigen als músculs, etc.) la persona la percep com a símptomes negatius. És freqüent que la persona que ha patit un atac de pànic hagi passat por de morir d'ofegament o d'un atac de cor, normalment, tot i que no hagi succeït en la realitat.
Es desconeix la causa del trastorn de pànic. El trastorn de pànic sovint es produeix en algunes famílies. Els factors de risc inclouen el tabaquisme, l'estrès psicològic i els antecedents d'abús infantil. El diagnòstic implica descartar altres possibles causes d'ansietat, inclosos altres trastorns mentals, afeccions mèdiques com malalties del cor o hipertiroïdisme i l'ús de drogues.
El trastorn de pànic se sol tractar amb psicoteràpia i medicaments. El tipus de psicoteràpia utilitzada sol ser la teràpia cognitivoconductual (TCC), que és eficaç en més de la meitat de les persones. Els medicaments utilitzats inclouen antidepressius i, ocasionalment, benzodiazepines o blocadors d'adrenoreceptors beta. Després d'aturar el tractament, fins al 30% de les persones tenen una recidiva.
El trastorn de pànic afecta aproximadament el 2,5% de les persones en algun moment de la seva vida. Normalment comença durant l'adolescència o la primera edat adulta, però es pot veure afectada qualsevol edat. És menys freqüent en nens i persones grans. Les dones són més afectades que els homes.